# Perfume da Bôta (canção)
"Perfume da Bôta" é uma canção do cantora e compositora brasileira Zaynara, lançada em 20 de março de 2025, pela Sony Music Brasil, como o primeiro single do próximo álbum de estúdio da cantora. A faixa possui uma sonoridade dançante e sensual e teve forte inspiração nos metais cametaenses do Mestre Cupijó.

## Promoção e lançamento
No dia 22 de fevereiro, durante o bloco de carnaval de Tiago Abravanel em São Paulo, a cantora distribuiu pequenos frascos de perfume da bôta durante sua apresentação. Em 18 de março, foi divulgado a letra da canção. Na manhã do dia do lançamento, foi divulgado para a imprensa, a coreografia oficial.

## Vídeo musical
O vídeo musical de "Perfume da Bôta" foi lançado simultaneamente com a canção, dirigido por Bruno Murtinho, o vídeo foi filmado na Ilha de Outeiro e no interior de Benevides, no estado do Pará. A coreografia oficial é assinada pelo paraense Hian Maniva.

## Créditos
Áudio
Créditos adaptados de Tidal:
- Zaynara: intérprete, composição
- Bispo Junior: composição
- Dougie Ribeiro: composição
- Eleno Henrique: composição
- Marco Lima: composição
- Márcio Arantes: composição, produção

Vídeo
Créditos adaptados de YouTube e O Liberal:
- Bruno Murtinho: diretor e roteirista
- Hian Maniva: coreografia
- Igor Henri: figurino cenas “árvore” e “bar”
- Labô Young: figurino cenas “floresta”
- Nando Júnior: ator
- Studio Ellias Kaleb: figurino cena “praia”

## Histórico de lançamento
| Região | Data                | Formato(s)                   | Gravadora         | Ref.  |
| ------ | ------------------- | ---------------------------- | ----------------- | ----- |
| Mundo  | 20 de março de 2025 | Download digital · streaming | Sony Music Brasil | [ 7 ] |